# 본 더치
본 더치(영어: Von Dutch)는 미국의 다국적 의류 기업이다.

## 역사

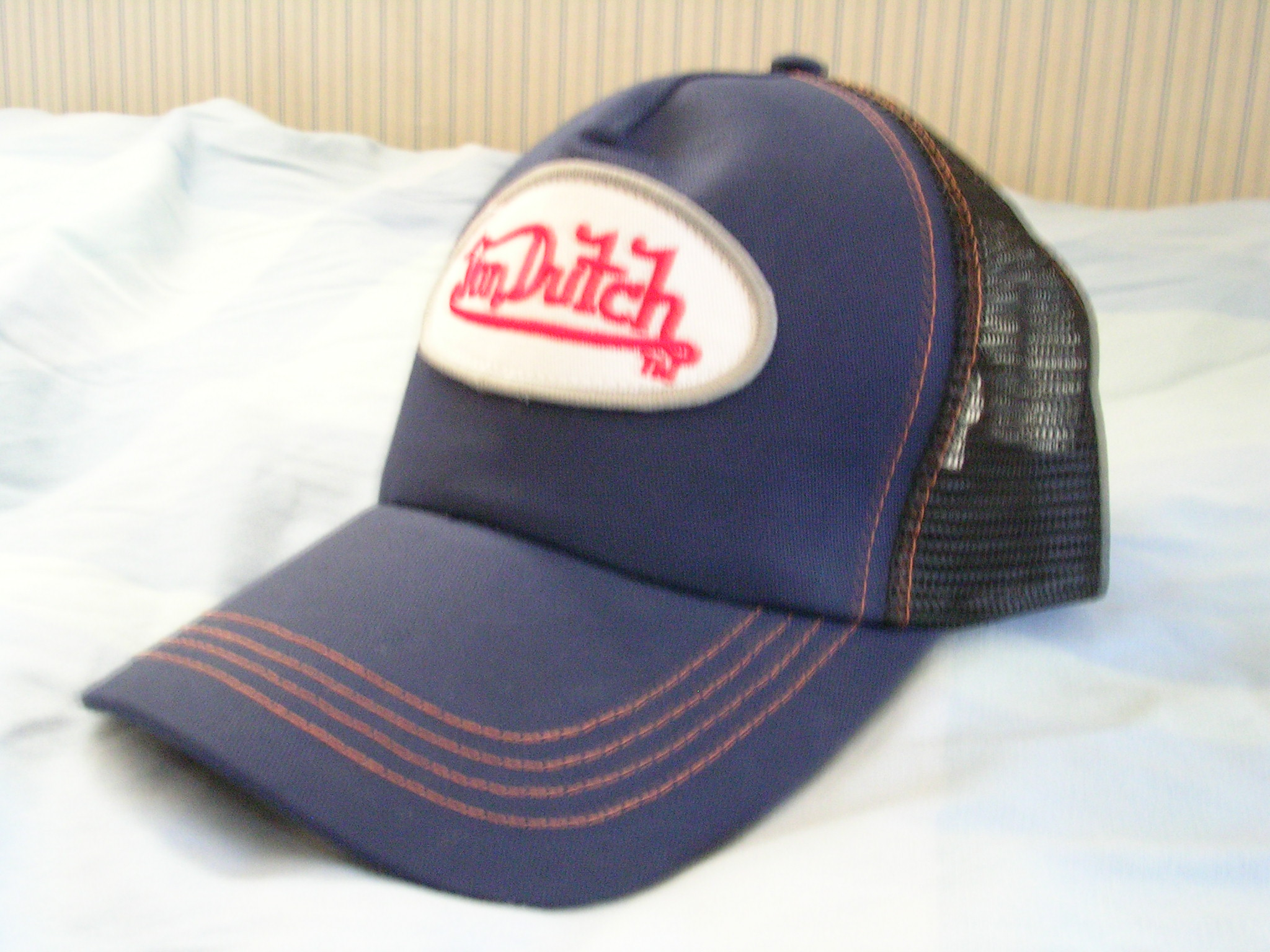
본 더치 야구 모자

1999년에 네덜란드 출신 디자이너인 케니 하워드의 딸들이 회사를 창립하였다. 원래 케니 하워드는 모터사이클 디자이너로서, 본 더치는 그의 별명이었다. 회사는 에드 보스웰이 운영하다가 운영권을 마이크 카셀과 로버트 본에게 넘어갔다. 2000년대 초반에 프랑스 출신 크리스치앙 오디저(Christian Audigier)가 합류하면서 유명세를 타게 된다. 특히 당시 유명인들이었던 브리트니 스피어스, 할리 베리, 패멀라 앤더슨, 패리스 힐튼, 니콜 리치, 저스틴 팀버레이크, 제이Z, 그웬 스테파니, 린제이 로한 등이 공식 석상에서 착용하면서 폭발적인 인기를 끌었다. 한국에서는 이효리가 본더치 야구 모자를 쓰고 나오면서 유행을 이끌었다. 2000년대 이후 하락세를 겪었으나, 2020년대 Y2K 및 레트로 유행이 부활하면서 다시끔 관심을 받고 있다.

## 제품
다양한 종류의 제품을 제작 및 생산하고 있으며, 대표적으로 야구 모자가 유명하다.

## 같이 보기
- Y2K
- 복고풍